# Alaksandr Czarwiakou
Alaksandr Ryhorawicz Czarwiakou, biał. Аляксандр Рыгоравіч Чарвякоў, Aleksandr Czerwiakow (ur. 25 lutego?/8 marca 1892 w Dukorze, zm. 16 czerwca 1937 w Mińsku) – białoruski polityk i działacz narodowy, członek KP(b)B i WKP(b), premier Białorusi w latach 1920–1924, głowa państwa (1920–1937) i sekretarz partii komunistycznej.

## Życiorys
W 1915 roku ukończył instytut nauczycielski w Wilnie. W czasie I wojny światowej walczył w armii rosyjskiej. W 1917 roku został delegatem na Wszechbiałoruski Zjazd w Mińsku, od 1917 do 1918 roku reprezentował narodowe władze białoruskie w Moskwie.
Po powołaniu Lit-Biełu wszedł w jego skład jako ludowy komisarz oświaty (styczeń 1919), w 1920 roku stał na czele Komitetu Rewolucyjnego w Mińsku.
Od 1920 do 1924 roku pełnił urząd przewodniczącego Rady Komisarzy Ludowych Białoruskiej SRR oraz przewodniczył jej Centralnemu Komitetowi Wykonawczemu (de facto głowa państwa). Należał do KC KP(b)B i WKP(b).
W 1920 roku brał udział w delegacji radzieckiej negocjującej traktat pokojowy z Polską, jednak ostatecznie BSRR nie była jego stroną (zrzekła się pełnomocnictw na rzecz RFSRR). Mimo deklaracji, że nie dopuści do rozbioru Białorusi między Polskę a Rosję, nie protestował przeciwko włączeniu do II RP ziem etnicznie białoruskich.
W latach 1922–1937 zasiadał z klucza w Centralnym Komitecie Wykonawczym ZSRR (kolegialnej głowie państwa) – jako przedstawiciel Białorusi.
W latach dwudziestych i trzydziestych jako I sekretarz KP(b)B starał się prowadzić politykę białorutenizacji – za jego rządów Białoruś radziecka osiągnęła znaczy postęp w dziedzinie oświaty i kultury, która przestała być wyłącznie rosyjsko- lub polskojęzyczna.
Nie będąc w stanie zapobiec narastającym represjom wobec białoruskich działaczy narodowych i obawiając się aresztowania popełnił samobójstwo w czerwcu 1937 roku.